# تاته‌ئوکا دوشون
تاته‌ئوکا دوشون (به ژاپنی: 楯岡ノ道順 Tateoka Doshun)؛ یک نینجا در طی شورش ایگا-شو در دوره سنگوکو در ژاپن است.